# قاضي الجبل الرملي
قاضي الجبل الرملي (بالإنجليزية: Savigny's agama) (باللاتينية: Trapelus savignii) ، هو نوع ينتمي إلى (فصيلة: Agamidae) .

## روابط خارجية
- زواحف المملكة العربية السعودية
- الزواحف والبرمائيات في مصر
- التنوع البيولوجي في مصر[وصلة مكسورة]